# El Congo
El Congo – miasto w Salwadorze, w departamencie Santa Ana.